# Atractus paulus
Atractus paulus — вид змій родини полозових (Colubridae). Мешкає в Південній Америці. Описаний у 2023 році.

## Назва
Вид названо на честь перуанського герпетолога Пауло Густаво Хомема Пассоса. Доктор Пауло Пассос описав 34 види Atractus, що становить приблизно одну п'яту частину дивовижного різноманіття цього складного роду.

## Поширення і екологія
Ендемік Перу. Поширений в окрузі Намбалле в провінції Сан-Ігнасіо регіону Кахамарка на півночі країни. Типлві зразки зібрані на висоті 1641 м над рівнем моря.

## Опис
Тіло завдовжки до 83 см. Діаметр середньої частини тіла 18,0–27,3 мм. Розмір хвоста помірно короткий — 9,1–13,6 % SVL. Спинка жовто-вохриста. Вентральна поверхня тіла переважно чорна з розсіяними малопомітними кремовими плямами у молодих особин, рівномірно коричнева у дорослих.